# Zvonice (Štramberk)
Zvonice kostela sv. Bartoloměje (také Stará věž) ve Štramberku se nachází v okrese Nový Jičín. Je jednou z dominant města Štramberk a byla zapsána do seznamu kulturních památek před rokem 1988. Zvonice se nachází v ochranném pásmu městské památkové rezervace.

## Historie
Věž je pozůstatek gotického farního kostela ze 14. století, který byl zbořen v roce 1782. V severovýchodní stěně je ve výklenku umístěna kamenná socha Madony s Ježíškem.  U věže byl vystavěn amfiteátr  Pod starou věží, který slouží od roku 1994 k pořádání koncertů, historických divadelních her a dalším kulturním účelům.

## Architektura
Patrová zděná hranolová věž s dřevěným zvonovým patrem. Věž je zakončena stanovou střechou s otevřenou lucernou, krytá šindelem. Zvonové patro bylo doplněno věžními hodinami. Věž je stavebně propojena s hradební zdí.